# 1-méthylpseudouridine
La 1-méthylpseudouridine ou N1-méthylpseudouridine (notée m1Ψ ou N1mΨ) est un ribonucléoside et un dérivé de la pseudouridine où l'hydrogène de l'azote 1 a été substitué par un groupe méthyle.  
La méthylpseudouridine est naturellement présente dans l’ARN ribosomal des eucaryotes. Son utilisation dans les vaccins à ARN en substitution des résidus uridine tend à améliorer leur efficacité en réduisant leur immunogénicité et en augmentant le rendement en protéines,. Cette molécule est utilisée dans l'ARN messager du vaccin de Pfizer-BioNtech et du vaccin de Moderna contre la Covid-19. 

## Utilisation dans les vaccins à ARN
L’ARN exogène non modifié est reconnu par les récepteurs de type Toll et RIG-1 du système immunitaire inné. L’ajout de bases modifiées, naturellement présentes dans les ARN humains, permet de réduire considérablement ce phénomène et prévient ainsi le risque de réaction allergique à l’administration du vaccin. La synthèse de la protéine vaccinale s’en trouve également améliorée étant donné que la réaction immunitaire innée tend à inhiber la traduction.
La méthylpseudouridine s'est imposée dans le champ des thérapies à ARN en raison de ses meilleures performances par rapport à d'autres bases modifiées,. Son utilisation permet en effet une production de protéines plus élevée que celle de la pseudouridine,, ainsi qu'une moindre activation immunitaire.

## Propriétés biochimiques
La méthyl-pseudouridine inhibe la reconnaissance de l'ARN par le récepteur TLR7 et déstabiliserait les structures secondaires reconnues par les récepteurs TLR3 et RIG-1. D'autres résultats suggèrent que l'ARN contenant de la méthylpseudouridine se lie fortement à RIG-1, mais que ce dernier n'est pas activé.  La méthylpseudouridine pourrait également réduire la production d'ARN double brin, reconnu par le TLR3, lors de la production du vaccin. En plus de contrecarrer la reconnaissance immunitaire, la méthylpseudouridine pourrait améliorer directement la traduction en favorisant le recrutement des ribosomes et en augmentant la demi-vie de l'ARN. La contribution exacte de chacun de ces mécanismes aux propriétés de la méthylpseudouridine n’est toutefois pas connue avec certitude.